# Гај (Врбовец)
Гај је насељено место у саставу града Врбовца у Загребачкој жупанији, Република Хрватска.

## Историја
До територијалне реорганизације у Хрватској налазио се у саставу бивше велике општине Врбовец.

## Становништво
На попису становништва 2011. године, Гај је имао 381 становника.

## Попис1991.
На попису становништва 1991. године, насељено место Гај је имало 442 становника, следећег националног састава:
| Попис 1991.‍  | Попис 1991.‍  | Попис 1991.‍ | Попис 1991.‍ | Попис 1991.‍ |
| ------------ | ------------ | ----------- | ----------- | ----------- |
|              |              |             |             |             |
| Хрвати       | Хрвати       |             | 437         | 98,86%      |
| неопредељени | неопредељени |             | 3           | 0,67%       |
| непознато    | непознато    |             | 2           | 0,45%       |
| укупно: 442  |              |             |             |             |